# ساندز هال
ساندز هال (بالإنجليزية: Sands Hall)‏ (17 أبريل 1952، لاهويا في الولايات المتحدة)؛ مخرجة مسرحية وروائية أمريكية.